# Кадук (рід)
Кадук (Myrmotherula) — рід горобцеподібних птахів родини сорокушових (Thamnophilidae). Представники цього роду мешкають в Неотропіках. 

## Опис
Представники цього роду є невеликими птахами, середня довжина яких становить 8-11 см. Більшість птахів роду мешкають в рівнинних тропічних лісах. деякі населяють передгір'я або субтропіки. Кадуків важко спостерігати в природі: вони швидко перелітають з місця на місце, ховаючись в густих заростях. Дослідники ділять кадуків на дві групи. Перші мають смугасте забарвлення, жовте або біле з чорними смугами. Деякі самиці рудуваті, а деякі мають смугасте забарвлення, подібне до забарвлення самців. Вони живуть у кронах дерев на узліссях тропічних лісів. Представники другої групи мають сірувате забарвлення, самиці коричнюваті. Вони живуть у підліску рівнинних тропічних і субтропічних лісів.

## Види
Виділяють двадцять п'ять видів:
- Кадук панамський (Myrmotherula ignota)
- Кадук карликовий (Myrmotherula brachyura)
- Кадук смугастий (Myrmotherula surinamensis)
- Кадук чагарниковий (Myrmotherula multostriata)
- Кадук західний (Myrmotherula pacifica)
- Кадук венесуельський (Myrmotherula cherriei)
- Кадук річковий (Myrmotherula klagesi)
- Кадук строкатий (Myrmotherula longicauda)
- Кадук жовтогорлий (Myrmotherula ambigua)
- Кадук жовточеревий (Myrmotherula sclateri)
- Кадук білобокий (Myrmotherula axillaris)
- Кадук сіробокий (Myrmotherula luctuosa)
- Кадук темноволий (Myrmotherula schisticolor)
- Кадук сунський (Myrmotherula sunensis)
- Кадук малий (Myrmotherula minor)
- Кадук амазонійський (Myrmotherula longipennis)
- Кадук виноградний (Myrmotherula urosticta)
- Кадук бразильський (Myrmotherula iheringi)
- Кадук чорночеревий (Myrmotherula fluminensis)
- Кадук лапаський (Myrmotherula grisea)
- Кадук ріо-грандський (Myrmotherula unicolor)
- Кадук алагоазький (Myrmotherula snowi)
- Кадук чорногрудий (Myrmotherula behni)
- Кадук сивий (Myrmotherula menetriesii)
- Кадук сірий (Myrmotherula assimilis)

За резільтатами дослідженна 2006 року, низка видів, яких раніше відносили до роду Кадук, були виділені в новий рід Epinecrophylla. Вони помітно відрізнялись від інших кадуків формою гнізда, харчовими звичками і вокальним репертуаром.
Молекулярно-генетичне дослідження 2012 року показало, що рід Кадук не є монофілітичним. Два види, плямистохвостий кадук і рудочеревий кадук були виділені в новий рід Isleria, а перлистогорлий кадук був виділений в монотиповий рід Rhopias. Подальші дослідження показали, що кадуки є парафілітичною групою по відношенню до низки родів, зокрема до родів Мурахолюб і Рестинга.

## Етимологія
Наукова назва роду Myrmotherula походить від сполучення слів дав.-гр. μυρμος — мураха, дав.-гр. θηρας — ловець та зменшувательного суффіксу.